# Reciful Ialoveni
Reciful Ialoveni este un monument al naturii de tip geologic sau paleontologic în raionul Ialoveni, Republica Moldova. Este amplasat la marginea de sud-vest a orașului Ialoveni, pe drum spre satul Costești, pe malul stâng al râului Ișnovăț. Are o suprafață de 3 ha conform legii ariilor protejate, sau 4,5 ha conform unor măsurări mai recente (2016). Obiectul este administrat de primăria orașului Ialoveni.

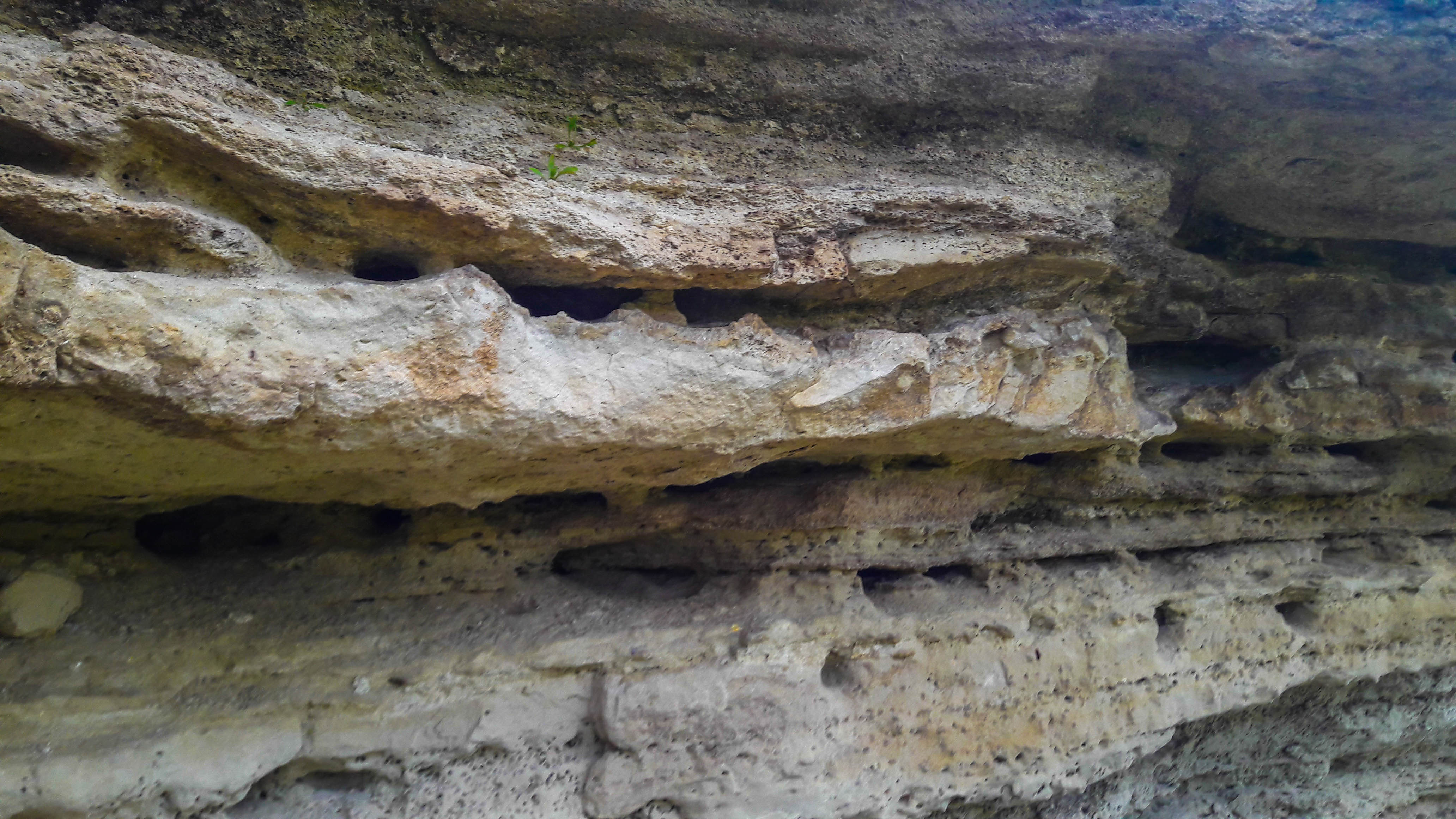
Detaliu

Monumentul natural reprezintă un obiect recifal demonstrativ de origine organogenă de vârstă basarabiană (subetaj al sarmațianului) și este considerat ca obiect documentar de reper. Structura internă nu a fost studiată.
Obiectivul a fost luat sub protecția statului prin Hotărîrea Sovietului de Miniștri al RSSM din 13 martie 1962 nr. 111, iar statutul de protecție a fost reconfirmat prin Hotărîrea Sovietului de Miniștri al RSSM din 8 ianuarie 1975 nr. 5 și Legea nr. 1538 din 25 februarie 1998 privind fondul ariilor naturale protejate de stat. Deținătorul funciar al monumentului natural era, conform legii din 1998, Asociația Științifică de Producție „Codru”, dar între timp acesta a trecut la balanța primăriei orașului Ialoveni.
Conform situației din anul 2016, aria naturală nu are un panou informativ cu privire la statutul de protecție.